# Котров, Иван Алексеевич
Иван Алексеевич Котров (1893, Рязанская губерния — 11 сентября 1918, Петровск-Порт) — революционный деятель начала XX века.

## Биография
Иван Алексеевич родился в селе Ижевском Рязанской губернии.
В поисках хлеба он с юношеских лет вынужден был переезжать из города в город. В 1908 году оказался в Баку, где устроился рабочим на бондарный завод. Здесь же проникся революционными идеями.
В 1910 году переехал в Петровск-Порт, где также работал в бондарных мастерских. Стал одним из организаторов и руководителей революционных выступлений.

В 1914 году отправлен на фронт. На фронте вёл активную революционную агитацию среди солдат, за что был приговорён к смертной казни, позже заменённой 20 годами каторги. 

Из тюрьмы освобождён в дни Октябрьского переворота (1917). Вернулся в Дагестан, где занял должность военкома Петровск-Порта. В начале 1918 года назначен секретарём городской большевистской организации, летом того же года — Чрезвычайным комиссаром по борьбе с контрреволюцией. 

2 сентября 1918 года Петровск-Порт был захвачен бичераховцами. Занятие города сопровождалось расправами над советскими и партийными работниками. 11 сентября дом по улице Персидской, в которой находился Котров, был окружён. Чтобы не попасть в руки врага, он застрелился.

## Память
Именем Котрова названы улицы в городах Дербент, Каспийск, Избербаш и в селе Магарамкент.

На доме № 105 по улице Ахмата Кадырова (с 1924 по 2017 г. улица Котрова) в Махачкале, в котором он жил и погиб, установлена мемориальная доска.